# 中洲寮保安宮
中洲寮保安宮位於臺灣臺南市安南區，是主祀保生大帝的廟宇，也是中洲寮的信仰中心。該廟據說分香自學甲慈濟宮。

## 沿革
清光緒元年（1875年），中洲寮林姓先民將家中供奉的保生大帝神像「落公」，於今址東北角搭建草寮讓當地居民共同奉祀。到了日大正十二年（1923年），當地居民林茂、林清盤、邱和尚倡議建廟。之後在林鳳流捐贈部分廟地，林魚家族捐贈部分廟埕的情況下，廟宇建成，稱為「中洲寮公厝」。公厝內除了供奉保生大帝（大道公）外，還有供奉中壇元帥、黑虎將軍。皇民化運動時期，公厝一度被改為民眾集會所
二次大戰後於民國59年（1970年）改建，並改稱「保安宮」。民國96年（2007年）再次重修。

## 傳說
據中洲寮〈保安宮重建碑記〉之記載，早期中洲寮居民無識字能力,常被大戶佔據抽糧,影響生計,居民抗爭卻投訴無門,只好請求學甲保生大帝解厄,果然保生大帝顯化為一老人,自書訴狀,替民告官,初被駁回投於案下,隨即有一陣風將訴狀帶回案桌上,官府大人察覺有異,必有冤案,接受陳訴,冤案始得昭彰,耕地回歸墾民手中,居民遂奉請學甲保生大帝香火,搭寮設殿供奉神位。